# 韓德
韓德，在《三國演義》中登場的人物，是魏國涼州的大將，善使一把大斧。根據《演義》描寫，在227年諸葛亮首度北伐時，韓德帶領西羌8萬兵馬，協助魏國大都督夏侯楙。韓德的身邊有4位引以為豪的兒子，皆嫻熟武藝、精通弓馬，並跟隨父親出戰。四子為長子韓瑛、次子韓瑤、三子韓瓊、四子韓琪。
韓德父子五人於鳳鳴山與蜀將趙雲對戰，韓瑛、韓瓊、韓琪被趙雲刺殺，韓瑤被趙雲生擒歸陣。韓德難以忍受此一打擊，退下陣來，哭著向夏侯楙述說此事。最後夏侯楙親臨前線，隨同出征的韓德率先縱馬殺出，只三回，被趙雲刺落馬下。